# Michael W. Young
Michael Warren Young (sinh ngày 28 tháng 3 năm 1949) là một nhà sinh học người Mỹ. Ông đã dành hơn ba thập kỷ để nghiên cứu các mô hình kiểm soát di truyền của giấc ngủ và sự tỉnh táo của ruồi giấm thường. Trong thời gian của mình tại Đại học Rockefeller, phòng thí nghiệm của ông đã có những đóng góp đáng kể trong lĩnh vực sinh học nhịp thời gian bằng cách xác định các gen chủ chốt liên quan đến việc điều chỉnh đồng hồ nội bộ chịu trách nhiệm về nhịp sinh học. Ông đã làm sáng tỏ chức năng của gen nhịp thời gian, điều này là cần thiết để con ruồi có thể có chu trình ngủ bình thường. Phòng thí nghiệm của Young cũng được cho là do phát hiện ra các gen không thời gian và gen gấp đôi, mà tạo ra các protein cần thiết cho nhịp sinh học. Ông đã được trao tặng giải Nobel Sinh lý học và Y khoa cùng với Jeffrey C. Hall và Michael Rosbash "vì những khám phá của họ về các cơ chế phân tử kiểm soát nhịp sinh học".